# Исхрана
Исхрана, односно нутриција се тумачи као наука о органским процесима помоћу којих организам усваја и користи храну и течности за нормално функционисање, раст и развој, као и за одржавање равнотеже између здравља и болести.

## Преглед
Све до шездесетих година двадесетог века лекари су говорили својим пацијентима да исхрана има малог утицаја на њихово здравље. Данас је, међутим, јасно да исхрана представља један од најважнијих фактора за људско здравље. Сва материја у људима која чини ћелије њиховог организма (осим оних ћелија које су створене пре рођења) узета је из хране кроз систем за варење. Материја која чини отпад уклања се из организма.
Истраживање у овој области мора узети у обзир стање животиње пре храњења и након варења као и хемијски састав хране и измета. Специфичне врсте материје (хемикалија) које тело апсорбује могу се установити поређењем хемијског састава измета са хемијским саставом хране пре конзумирања. Ефекат који апсорбована материја има на тело може се утврдити поређењем стања организма пре уноса хранљивих материја и стања организма након њиховог варења.
Ефекат исхране може се прецизније установити тек након протека дужег временског периода планског уноса хранљивих материја и анализе измета. Број варијабли релевантних за ову врсту истраживања је изузетно висок. Због тога свако валидно нутриционистичко истраживање захтева време што је и један од главних разлога зашто је наука о људској исхрани релативно млада.

## Студија
Научна анализа хране и хранљивих материја почела је током хемијске револуције крајем 18. века. Хемичари у 18. и 19. веку експериментисали су са различитим елементима и изворима хране да би развили теорије о исхрани. Модерна наука о исхрани почела је током 1910-их када су појединачни микронутријенти почели да се идентификују. Први витамин који је хемијски идентификован био је тиамин 1926. године, а улога витамина у исхрани проучавана је у наредним деценијама. Први препоручени прехрамбени додаци за људе развијени су током Велике депресије и Другог светског рата. Због свог значаја за здравље људи, проучавање исхране је јако нагласило исхрану људи и пољопривреду, док је екологија секундарна брига.

## Нутријенти
Хранљиве материје су супстанце које организму обезбеђују енергију и физичке компоненте, омогућавајући му да преживи, расте и репродукује се. Хранљиве материје могу бити основни елементи или сложени макромолекули. Отприлике 30 елемената се налази у органској материји, од којих су азот, угљеник и фосфор најважнији. Макронутријенти су примарне супстанце које су потребне организму, а микронутријенти су супстанце које су потребне организму у количинама у траговима. Органски микронутријенти су класификовани као витамини, а неоргански микронутријенти су класификовани као минерали.
Хранљиве материје апсорбују ћелије и користе се у метаболичким биохемијским реакцијама. То укључује реакције напајања које стварају метаболите прекурсора и енергију, биосинтетичке реакције које претварају метаболите прекурсора у молекуле градивних блокова, полимеризације које комбинују ове молекуле у полимере макромолекула и реакције склапања које користе ове полимере за изградњу ћелијских структура.

### Групе за исхрану
Организми се могу класификовати према начину на који добијају угљеник и енергију. Хетеротрофи су организми који добијају хранљиве материје трошењем угљеника других организама, док су аутотрофи организми који производе сопствене хранљиве материје из угљеника неорганских супстанци попут угљен-диоксида. Миксотрофи су организми који могу бити хетеротрофи и аутотрофи, укључујући неке планктонe и месождерне биљке. Фототрофи добијају енергију из светлости, док хемотрофи добијају енергију трошењем хемијске енергије из материје. Органотрофи троше друге организме да би добили електроне, док литотрофи добијају електроне из неорганских супстанци, као што су вода, водоник сулфид, диводоник, гвожђе(II), сумпор или амонијак. Прототрофи могу да стварају есенцијалне хранљиве материје из других једињења, док ауксотрофи морају да конзумирају већ постојеће хранљиве материје.

### Дијета
У исхрани, дијета организма је збир намирница које једе.

## Историја и скорашњи развоји
Наука о исхрани се брзо развијала. Витамине је 1912. године први пут открио Фредерик Голанд Хопкинс, који је због својих заслуга у овој области добио титулу Сера и Нобелову награду 1929. године.
У двадесетом веку, након сагледавања природе и улоге протеина, угљених хидрата, витамина и минерала у људској исхрани дошло се до становишта да је дотадашње знање о хранљивим састојцима потпуно. На храну се гледало као на гориво и све што је било потребно је да унесемо довољну количину одређених састојака како бисмо живели здраво. Међутим, убрзо је уследила серија брзих открића која је почела са открићем дијететских влакана, што је указало на веома велике празнине у дотадашњем знању о утицају који храна има на наше здравље и нормално функционисање.
Данас знамо да постоји више хиљада фитохемикалија у нашој храни, а свака од њих има суштинску улогу у правилном функционисању нашег тела. Такође, сматра се да постоји још много фитохемикалија и других састојака хране које тек треба открити. Ту су још и ензими који играју кључну улогу у исхрани: они представљају катализаторе који се налазе у нашој храни али их такође производи и наш систем за варење. Они играју незаменљиву улогу у одвијању метаболичких процеса у људском организму.
Антиоксиданси представљају још једно скорашње откриће. Потрошња енергије у нашем организму и њен недостатак често доводе до оштећења ћелија, а поједини хранљиви састоји, као што је витамин Ц, имају кључну улогу у успоравању старења организма и смањењу негативних последица оксидирајућих процеса у организму. Одређени научни кругови су пре извесног времена довели у сумњу позитивне ефекте на здравље људи који се приписују витамину Е.

## Прерада хране
Храна се може учинити здравијом и укуснијом у процесу прераде. Прерада хране зато има битну улогу у обезбеђивању добре исхране.
Прерада хране, међутим, понекад може шкодити људском здрављу: прерађени пиринач је идентификован као узрок болести бери-бери када су људи схватили да је скидање коре пиринча процес којим се уклањају кључне хранљиве материје.
Крајем 18. века у САД, дошло је до великог броја оболелих беба које су биле храњене прокуваним млеком, по предлогу Луја Пастера да се одстране бактерије. Пастеризација је успешно уклањала бактерије, али је такође уништила и витамин Ц, изазивајући прехрамбену заразу.
Постоје бројни примери нежељених ефеката прераде хране, скупа са лабораторијским налазима и потребом за опрезношћу у светлу нашег ограниченог и некомплетног знања који су довели прераду хране у питање.
Данашњи водећи прехрамбени стручњаци саветују да се храна, кад год је то могуће, што мање прерађује, пошто неоткривени али вероватно значајни састојци могу бити уклоњени, или разни токсини могу бити додати или произведени током процеса обраде хране и кувања на високим температурама. Такође, обрађивање хране може заменити неке од механичких, биохемијских телесних процеса који су кључни за пуно варење и побољшавају саму хранљивост производа.
Прехрамбени биохемичар Т. Колин Кембел, професор и директор пројекта „Кина“ изјавио је на симпозијуму епидемиологије: „Анализе података кинеских студија су нам показале да би требало да будемо пажљивији“ и поменуо следећа три правила:
- Што је већа разноврсност биљне хране у дијети, већа је корист саме дијете. Разноврсност омогућава већу покривеност нама познатих и непознатих хранљивих потреба.
- Уколико је присутна разноврсност биљне хране, квалитета и квантитета, здрава и хранљива дијета може бити спроведена без хране на животињској бази.
- Што је храна ближа свом природном стању — са минималним загревањем, сољењем и прерадом — резултат ће бити бољи.

## Начин живота и хранљиве потребе
Адекватној исхрани дају прилог три неопходна услова за нормално функционисање организма:
- Адекватан ниво енергије
- Одржавање оптималне телесне структуре и процеса - функције мишића, имуног система, чврстине костију и снаге
- Обнову и развој свих органских система.

У људском случају на нормално функционисање утичу многи фактори који су често отвореног избора. Физички радник, риболовац, бодибилдер, сумо рвач, свештеник, дете, инвалид и друге специфичне популационе групе, имају различите дефиниције нормалног функционисања, јер их разликује пол, старост, телесна конституција, прехрамбене потребе.
Према томе, правилна исхрана има различито значење у зависности од ситуације и животног стила особе о којој се говори. Атлете могу захтевати висок ниво протеина и енергије за обављање тешких активности којима се баве. Људима који живе и раде у хладном окружењу могу бити повећане потребе за есенцијалним мастима  како би им помогли у одржавању нормалне телесне температуре. Ова предност високог уноса  масти може бити веома шкодљива људима у другим ситуацијама, нпр. раднику у седећем положају у климатизованој канцеларији.

## Државна брига о исхрани
Већина држава на свету обезбеђује своје националне водиче за исхрану, док су неке од њих наметнуле и обавезно обележавање свих прехрамбених производа како би помогли потрошачима да сами прихвате и усвоје саме смернице. 

## Макроелементи у исхрани
Макро и микроелементи су од суштинског значаја за физиолошко одржавање и функционисање структурних система ћелија, ћелије као целине, ткива, органа и целокупног организма човека. Познато је да макроелементи и микроелементи, зависно од концентрације у организму могу међусобно да ступају у реакције, што побољшава или инхибира дејства другог елемента. Прекомеран унос и/или повећан ниво једног елемента у организму може да утиче на метаболизам и расположивост другог елемента који се налази у физиолошким или ниским концентрацијама. Код уноса сваког хранљивог стања постоје две крајности: прва је недовољан унос који може да доведе до испољавања симптома дефицита, а друга је прекомеран унос који превазилази метаболичке капацитете човековог организма што може да изазове токсичне ефекте. Између описаних крајева, налази се количина хранљивог стања изражена као препоручен унос који може да спречи настанак дефицита и осигура физиолошко функционисање организма. Вредност препорученог уноса заштитних материјала обично је виши од стварних потреба посматране популације, чиме се може осигурати скоро потпуно задовољење потреба различитих група становништва.  При дефинисању препорука за унос одређених хранљивих састојака, треба узети у обзир и бројност популације, полну и старосну структуру, животни век, навике у исхрани, најчешће коришћене намирнице, учесталост оболевања, стопу смртности.Под појмом „макроелемент“ традиционално подразумевамо минерале чије су дневне потребе веће од 100 милиграма. У ове елементе спадају натријум, калијум, калцијум, фосфор и магнезијум. Минерали чине 4 – 5% масе тела, од чега око 50% чини калцијум и око 25% фосфор. Око 99% калцијума и око 70% фосфора налази се у костима и зубима. Макроелементи се у телу људи и намирницама налазе углавном у јонском облику. Такође се налазе и у органским једињењима ко што су фосфопротеини, фосфолипиди, металоензими и други металпротеини. 
Данас минерали више не служе само за спречавање дефицита и болести које је могуће повезати са њиховим недостатком, већ могу да допринесу побољшању општег здравственог стања и смањењу ризика од настанка и развоја хроничних заразних болести као што су остеопороза, кардиоваскуларна обољења, метаболички поремећаји. Због утврђених значајних физиолошких улога витамина и минерала данас се сматрају регулаторним материјама. 

### Натријум

#### Апсорпција и излучивање
Скоро сва унета количина натријума апсорбује се из дигестивног тракта и преноси путем крви. У бубрезима је ниво екскреције натријума регулисан односом гломерулске филтрације и тубуларне реапсорпције, које су под утицајем антидиуретског хормона и ренин-ангиотензин-алдостерон система, али и неких других чинилаца. Око 90 – 95% натријума излучује се урином, а остатак путем зноја и столице.

#### Улога
Натријум је катјон чија концентрација у екстрацелуларној течности преко 10 пута већа него у ћелији. Има веома важну улогу у одржавању осмоалитета телесних течности, ацидо базне равнотеже и у регулисању биланса воде у организму. Такође је значајан за одржавање потенцијала ћелијске мембране и акционог потенцијала, који је у основи преношења нервних импулса и мишићних контракција.